# أمير علي (لاعب كريكت)
أمير علي (21 يونيو 1939 بحيدر آباد في الهند - 20 يونيو 1985) هو لاعب كريكت هندي.

## وصلات خارجية
- أمير علي على موقع إي آس بي آن كريك إنفو (الإنجليزية)